# 平头腹链蛇
平头腹链蛇（学名：Herpetoreas platyceps）为水游蛇科喜山腹链蛇属的爬行动物。分布于喜马拉雅山西起克什米尔、东到印度以及中国大陆的西藏等地，其标本采集自海拔2290-2400米山区公路旁石缝中。该物种的模式产地在印度大吉岭附近、卡西丘陵、阿萨姆。

## 保护
本种于2023年被收录入《有重要生态、科学、社会价值的陆生野生动物名录》。